# Макарова, Валентина Григорьевна

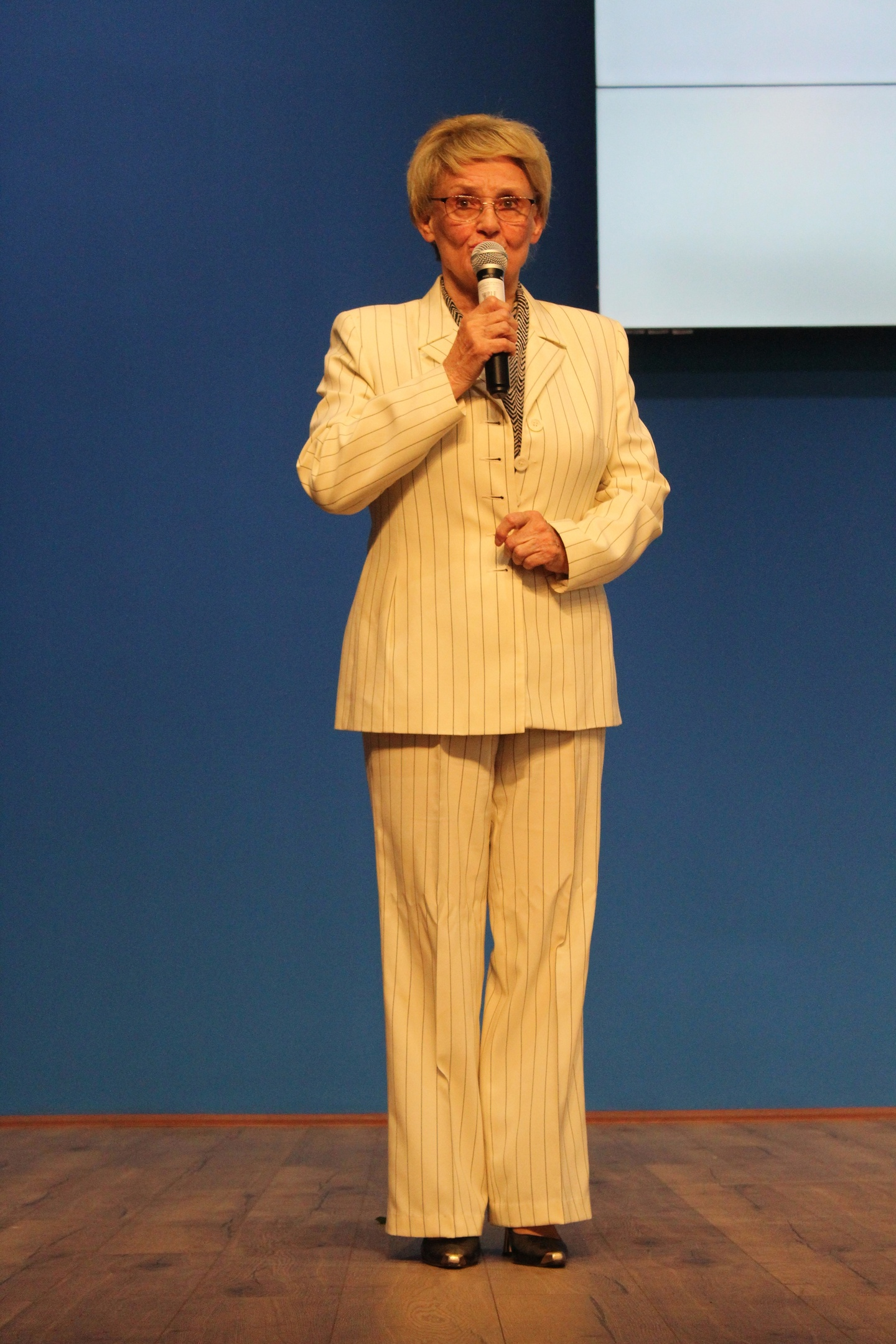
Выступление на дне 80-ти летия РязГМУ (2023)

Валентина Григорьевна Макарова (род. 20 сентября 1939 года) — российский медик, в 1999—2007 годах ректор Рязанского государственного медицинского университета. Его выпускница, связавшая с альма-матер свою жизнь, прошла путь от лаборанта до руководителя вуза. Обучалась там в аспирантуре, в 1969 году защитила кандидатскую диссертацию, а в 1988 году — докторскую. Доктор медицинских наук, профессор (1989), заслуженный деятель науки РФ (1997), кавалер ордена Почёта (2004). В 1991—2007 годах также заведующая кафедрой фармакологии РязГМУ. Являлась деканом лечебного факультета и первым проректором университета (с 1989). С созданием в 1994 году Рязанского общества апитерапевтов была избрана заместителем его председателя, а впоследствии возглавляла его. В 1997 году вошла в состав учрежденного российского Межведомственного координационного совета по апитерапии. Действительный член МАИ и член Нью-Йоркской АН. Большое внимание уделяла изучению свойств и действия продуктов пчеловодства, исследованиям по апитерапии. Под её руководством подготовлено несколько десятков кандидатских и докторских диссертаций. Автор нескольких сотен работ, автор работ по апитерапии. Следует отметить, — указывается в публикации в «Московском комсомольце» (09.10.2012) о результатах дела о взяточничестве против неё, — что «в медицинских кругах В. Г. Макарова слыла авторитетным учёным и преподавателем».

## Дело о взяточничестве
В июле 2006 года против неё следственной прокуратурой Рязанской области было возбуждено уголовное дело о получении взяток в особо крупных размерах. Как ректор она являлась председателем приёмной комиссии. Во время поступления абитуриентов в данный вуз В. Г. Макарова получила от шести физических лиц денег в валюте разных государств на 850 тысяч рублей. В 2009 году дело было передано в суд.
Дело Макаровой было приостановлено до момента выздоровления подсудимой. Кроме того, разбирательство шесть раз откладывалось, в том числе из-за назначения дополнительной судебно-фоноскопической экспертизы. Всего за время рассмотрения дела было проведено около 30 судебных заседаний и составлено более 200 листов протокола.
Часть записей разговоров бывшего ректора Рязанского медуниверситета Валентины Макаровой с гражданами, являющимися, по версии следствия, взяткодателями, признаны недопустимыми доказательствами. Такое решение суд принял 10 мая 2011 года. С соответствующим ходатайством выступила сторона обвинения. Прокуроры заявили, что экспертиза записей была проведена экспертами УВД, достаточная компетентность которых в период выполнения этой работы не была подтверждена. Адвокаты Макаровой и двух других обвиняемых по делу выступили против, назвав ходатайство прокуроров преждевременным. По их мнению, в частности, на данный момент нет документов, явно подтверждающих наличие или отсутствие соответствующей компетенции экспертов. 8 октября 2012 года вынесен приговор по уголовному делу в отношении экс-ректора Рязанского медуниверситета Валентины Макаровой. Суд признал 73-летнюю Макарову виновной по ч. 3 ст. 30 («приготовление к преступлению и покушение на преступление»), ч. 3 ст. 290 УК — покушение на получение взятки, при этом преступление не было доведено до конца по независящим от неё обстоятельствам. Органами следствия Макарова обвинялась по шести эпизодам получения взятки и по одному эпизоду покушения на получение взятки, в том что, являясь должностным лицом, она за денежное вознаграждение совершала действия в пользу взяткодателей.
По ходатайству адвокатов Макаровой, которое поддержали государственные обвинители, суд прекратил уголовное преследование в отношении экс-ректора по трем эпизодам получения взятки в связи с истечением сроков давности. В ходе судебного следствия прокуратура отказалась от поддержания обвинения ещё по трем эпизодам получения взятки. Рассмотрение было продолжено по оставшемуся обвинению в покушении на получение взятки. В ходе рассмотрения этого дела, которое составило 23 тома, было допрошено 43 свидетеля, проведено 2 фоноскопические экспертизы, исследованы материалы 10 аудиозаписей. Валентину Макарову приговорили к штрафу в доход государства в размере сорокакратной суммы взятки — два миллиона рублей с лишением права занимать должности, связанные с выполнением организационно-распорядительных и административно-хозяйственных функций в государственных органах, государственных и муниципальных учреждениях сроком на два года.

## Работы
- Продукты пчеловодства: биологические и фармакологические свойства, клиническое применение: Избранные лекции / В. Г. Макарова, Д. Г. Узбекова, М. В. Семенченко и др. Рязань, 1999. — 128 с.
- Продукты пчеловодства: биологические и фармакологические свойства, клиническое применение / В. Г. Макарова, Д. Г. Узбекова, М. В. Семенченко и др. Рязань, 2000. — 127с.
- Некоторые вопросы традиционной медицины: [фито- и апитерапия]: учебное пособие / В. Г. Макарова, К. В. Савилов, Д. Г. Узбекова и др. — Рязань: РязГМУ, 2001. — 256 с.
- Рецептура: учебное пособие / В. Г. Макарова [и др.]. — Рязань, 2002.
- Некоторые вопросы традиционной медицины: [фито- и апитерапия]: учебное пособие / В. Г. Макарова [и др.]. — 2-е изд., перераб. — Рязань: РязГМУ, 2003. — 231 с.
- Основы апитерапии: учеб. пособие для врачей, провизоров, студентов мед. вузов / В. Г. Макарова, Н. И. Кривцов, В. И. Лебедев [и др.]. — Рязань: РязГМУ, 2004. — 248 с.
- Макарова В. Г. Рецептура: учебное пособие для медицинских ВУЗов / В. Г. Макарова. — М.: Медицина, 2004. — 128 с.
- Макарова В. Г. Апитерапия в спортивной медицине: монография / В. Г. Макарова, М. Ф. Сауткин. — Рязань: Изд-во РязГМУ, 2004. — 68 с.